# Río Perales
El río Perales es un río español, afluente por la izquierda del Alberche y este, a su vez, del Tajo, que discurre por el extremo suroccidental de la Comunidad de Madrid. Nace en la formación montañosa de Las Machotas, en la vertiente sur de la sierra de Guadarrama, y, después de 35 km de recorrido, desemboca en el Alberche, dentro del término municipal de Aldea del Fresno. Su caudal depende principalmente de las precipitaciones, al no existir acuíferos importantes a lo largo de su curso, razón por la cual el río presenta un fuerte estiaje, llegando a secarse durante el verano en numerosos tramos. La cuenca hidrográfica del Perales ocupa una superficie de 132 km² y reúne interesantes muestras de bosque mediterráneo.

## Curso
La fuente del Perales se encuentra a 1105 m de altitud, en las laderas meridionales de Las Machotas, cerca de Zarzalejo, en el paraje de la Dehesa de Fuentelámparas. El río empieza a ser conocido como tal a partir de la confluencia de varias corrientes: el arroyo de El Verdinal (que se origina del arroyo de Los Conejeros), el arroyo de Valladolid (que nace en el término municipal de Robledo de Chavela), el arroyo de Los Morales (que viene de Fresnedillas de la Oliva) y el arroyo de Fuente Vieja (en Valdemorillo).

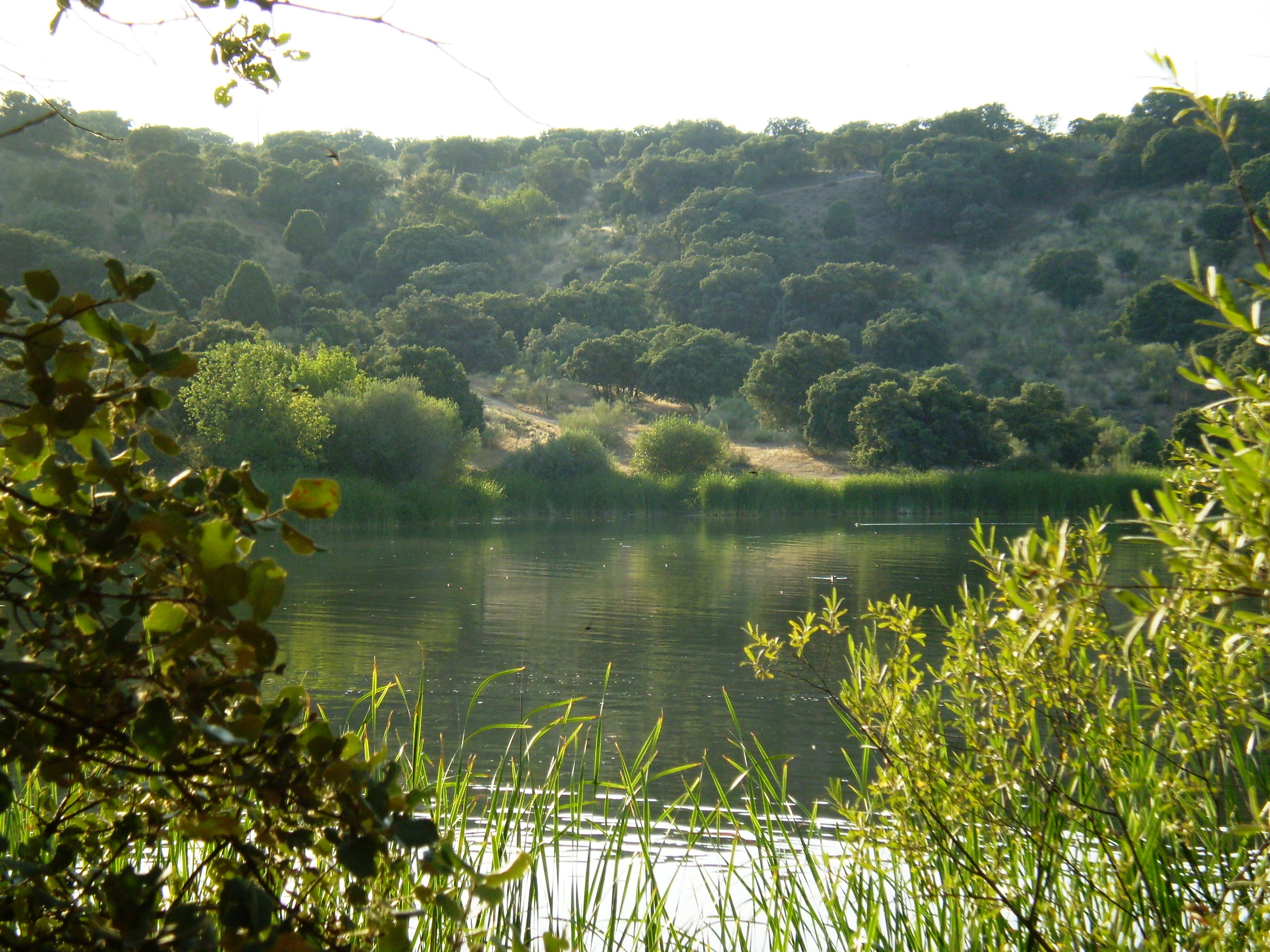
El río Perales, retenido en el embalse de Cerro Alarcón.

Es retenido en el embalse de Cerro Alarcón, que, a pesar de estar ubicado en el término de Navalagamella, está más vinculado con Valdemorillo. El pantano, que tiene una capacidad de 1,04 hm³ y una superficie de 25 hectáreas, fue construido en 1970 como reclamo deportivo de la urbanización Cerro Alarcón, dentro del municipio de Valdemorillo. Su construcción provocó un fuerte impacto ecológico sobre los ecosistemas del río.
Salvada la presa, el río se encaja y forma un torrente. Toma después rumbo noroeste-suroeste y, camino del casco urbano de Navalagamella, recibe las aguas del arroyo Hondillo. En esta localidad, se encuentra con el puente del Pasadero, de origen medieval, formado por un único arco.
Se dirige posteriormente hacia Villamantilla y Colmenar de Arroyo, dejando a la derecha el pueblo abandonado de Perales de Milla (en Quijorna).
Antes de su desembocadura en Aldea del Fresno, donde confluye con el río Alberche, el Perales incrementa su caudal con las aportaciones de los arroyos de Quijorna, Palomero, Grande, Pradejón y de La Yunta (con su tributario El Colmenar).

## Valores ambientales
El Perales es uno de los ríos mejor conservados de la Comunidad de Madrid desde el punto de vista medioambiental. El río labra, en su primera mitad, materiales del complejo ígneo-metamórfico del sistema Central, que son sustituidos, en su curso bajo, por materiales del terciario, característicos de la Rampa de la Sierra o piedemonte, una de las unidades de relieve de la región.
Los berrocales y las navas se alternan en sus riberas. En estas últimas, el Perales forma encharcamientos temporales, en los que habitan aves acuáticas (ánades reales, fochas, zampullines o agachadizas), anfibios (tritones jaspeados) y reptiles (galápago europeo), así como plantas acuáticas características de este tipo de ecosistemas. 
Alrededor de su curso bajo, se extienden bosques mediterráneos de encinar denso y adehesado, de gran valor ecológico, poblados por buitres negros y águilas imperiales ibéricas, una de las especies avícolas más amenazadas del planeta. En su tramo inferior, sus márgenes configuran cárcavas de arena, donde se reúne una importante población piscícola de especies endémicas como el cacho, el calandino y la pardilla.

## Curiosidades

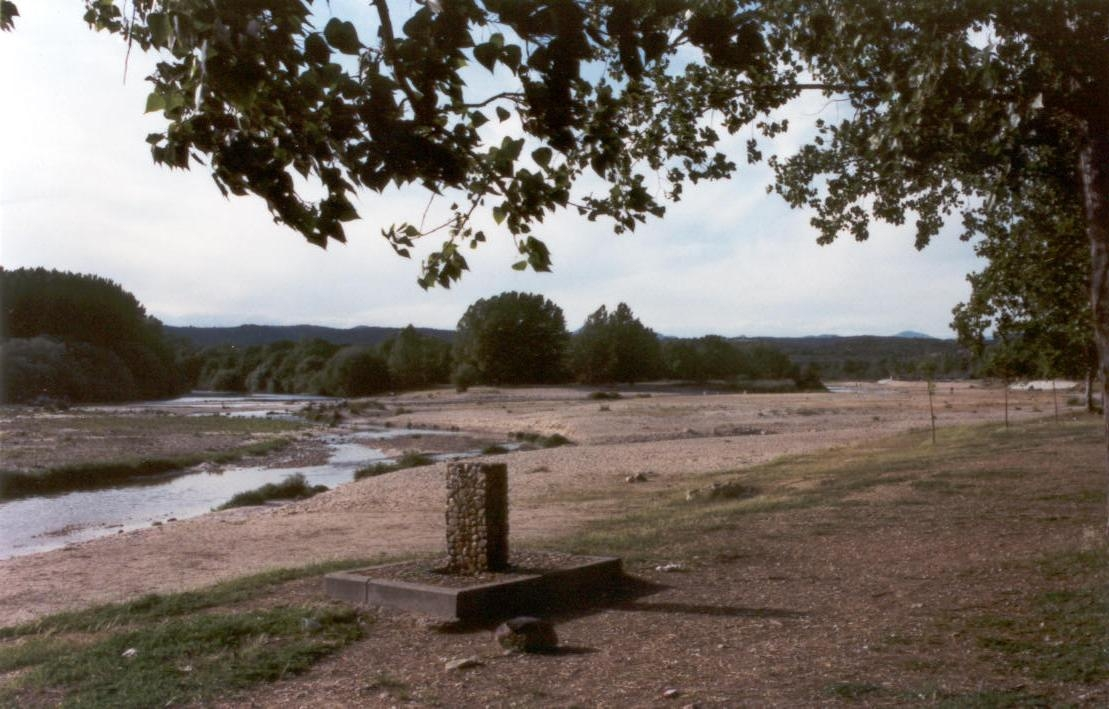
Desembocadura del río Perales en el Alberche, a la altura de Aldea del Fresno.

- El pueblo abandonado de Perales de Milla (en el término de Quijorna) presta su nombre al río Perales. De él se desgajó el municipio de Villanueva de Perales, que toma su denominación de la desaparecida villa y no del río. Perales de Milla parece resurgir, en los últimos tiempos, como punto de destino del turismo rural.[4]
- A su paso por el término municipal de Navalagamella, el río se encuentra con diferentes molinos harineros, en buen estado de conservación, y varios abrevaderos. Son punto de interés para los aficionados al senderismo. La Comunidad de Madrid ha señalizado diferentes rutas.
- En la confluencia del Perales y el Alberche, en Aldea del Fresno, ambos ríos forman un gran arenal, que es utilizado, durante el verano, para el baño. Muchos madrileños denominan a esta zona como la Playa de Madrid.[5]